# Fiordo de Aysén
El fiordo de Aysén (o también seno Aysén) es un fiordo de más de 70 km de largo, que se estrecha hacia el este desde el canal Moraleda, el que es un cuerpo de agua separado del archipiélago de los Chonos, en la región de Aysén, Chile. Se conecta indirectamente a la costa abierta del océano Pacífico, a través del canal Darwin. El río Aysén desemboca en la cabecera del fiordo.
Puerto Chacabuco (1 243 hab. en 2002) se ubica en la orilla del fiordo. Puerto Aysén es cruzada por el río Aysén aproximadamente a 4 km del fiordo. Esta ciudad es la capital de la Provincia de Aysén. 
La zona del fiordo está fuertemente influenciada por una amplia extensión de marea (de sobre 8 metros). A su vez, esta proviene de la corriente circumpolar antártica, una corriente marina superficial mayor que fluye por la costa occidental de Chile hacia la latitud 41° S. Esta corriente se dispersa en la corriente de Humboldt por el norte, y en la corriente del Cabo de Hornos por el sur, lo que hace aumentar la temperatura marina y posibilitando la evaporación del agua de mar, lo que desemboca en precipitaciones de entre 4.000 a 7.000 mm anuales en los Andes del Sur de Chile.
Desde enero de 2007, el fiordo de Aysén ha sufrido una serie de movimientos telúricos, debido a la formación de un volcán submarino.